# Ночь перед Рождеством (мультфильм, 1997)
«Ночь перед Рождеством» — российский кукольный мультфильм, который создала режиссёр Екатерина Михайлова на студии «Анимафильм» Московского детского фонда при поддержке Госкино России в 1997 году.
Мультфильм снят по мотивам одноименной повести Н. В. Гоголя.
Колядки в исполнении ансамбля «Лестница».

## Сюжет
Действие происходит в украинском селе Диканьке. В канун Рождества в гости к местной ведьме Солохе является чёрт. Затем к Солохе поодиночке приходят Чуб, Голова и дьяк, которая их одного за другим прячет в мешки, чтобы они не попались на глаза друг другу, а также её сыну. В это время сын Солохи кузнец Вакула пытается ухаживать за дочерью Чуба Оксаной, но она не принимает его ухаживания. Кузнец возвращается к Солохе, видит мешки и решает унести их.
По дороге он встречает колядующих девушек и парней, а также Оксану. Оксана говорит кузнецу, что если кузнец принесет ей черевички, которые носит царица, то она, может быть, выйдет за него замуж. Вакула оставляет все мешки, кроме самого маленького, в котором сидит чёрт, и, расстроенный, решает утопиться в проруби.
Вакула приходит на мельницу к Пацюку, который посылает кузнеца к чёрту. На вопрос где его искать он отвечает, что тому нечего искать, у кого чёрт за плечами. Около проруби чёрт выскакивает из мешка и говорит, что если Вакула подпишет договор, то Оксана будет его. Кузнец, ухватив чёрта за хвост и угрожая его перекрестить, становится хозяином положения и велит чёрту везти себя в Петербург.
В Петербурге кузнец попадает во дворец, где восхищается роскоши дворца и красотой царицы, а также её черевичками. Тронутая восхищением кузнеца царица дарит ему свои башмачки на память.
В селе Оксана плачет у проруби. Чёрт возвращает Вакулу к проруби, где кузнец преподносит Оксане черевички. Оксана говорит, что она согласна быть с Вакулой и без черевичек. Вакула и Оксана вместе идут в церковь.

## Съёмочная группа
- Режиссёр: Екатерина Михайлова
- Сценарист: Владимир Голованов
- Художник-постановщик: Нина Виноградова
- Аниматоры: Татьяна Молодова, Алла Соловьева
- Операторы: Георгий Криницкий, Андрей Пучнин
- Композитор: Игорь Назарук
- Звукооператор: Владислав Тарасов
- Куклы по эскизам: Юрия Исайкина
- Куклы и декорации изготовили: Игорь Хилов, Наталия Гринберг, Надежда Лярская, Геннадий Богачев, Анатолий Гнединский, А. Драйгер, Михаил Колтунов, В. Монастырев, А. Ноздрин, Виктор Пиунов, П. Романенко, Владимир Шафранюк;
- Свет: В. Кравченко
- Монтажёр: Г. Филатова
- Директора картины: Т. Заклякова, А. Соколов.

### Роли озвучивали
| Актёр             | Роль                |
| ----------------- | ------------------- |
| Татьяна Догилева  | Оксана; Императрица |
| Ирина Муравьёва   | Солоха              |
| Леонид Куравлёв   | Вакула              |
| Лев Дуров         | Чуб                 |
| Михаил Кононов    | Дьякон              |
| Всеволод Ларионов | Голова, Пацюк       |
| Владимир Машков   | чёрт                |

## Награды и премии
- 1998 — номинация на премию «Ника» в категории лучший анимационный фильм.
- 1998 — Открытый Российский Фестиваль анимационного кино (Таруса-1998): приз за лучшую работу аниматора — Татьяна Молодова и Алла Соловьева, «Ночь перед Рождеством». Рейтинг — 1место «Ночь перед Рождеством».[1]

## Выставки
- 2009 — Фестиваль «Николай Гоголь. Кинематографические раритеты», посвященный 200-летию со дня рождения классика русской литературы. Размещена выставка «Произведения Н. В. Гоголя в работах художников кино». Среди прочих эскизы и куклы Нины Виноградовой к м/ф «Ночь перед Рождеством» 1997 года.[2]